# Nanocompartimiento de encapsulina

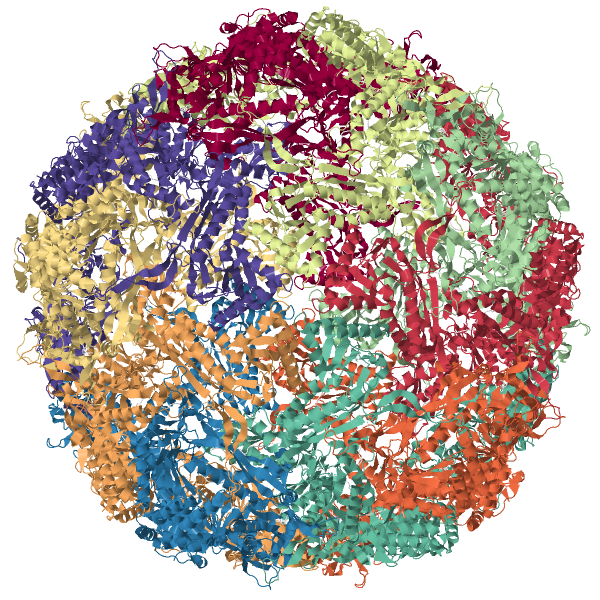
Nanocompartimiento de encapsulina en Thermotoga maritima.

Los nanocompartimientos de encapsulina, o jaulas de proteína encapsulina, son orgánulos procariotas que consisten en compartimientos proteicos esféricos de aproximadamente 25-30 nm de diámetro que están involucrados en varios aspectos del metabolismo, en particular protegiendo a las bacterias y arqueas del estrés oxidativo. Su función depende de las proteínas cargadas en el nanocompartimiento. La esfera está formada por 60 (para una esfera de 25 nm) o 180 (para una esfera de 30 nm) copias de un solo protómero, denominado encapsulina. Su estructura se ha estudiado con gran detalle mediante cristalografía de rayos X y microscopía crioelectrónica. Los nanocompartimientos de encapsulina son estructuralmente similares a las cápsides de los caudovirus y los herpesvirus con los que parece estar emparentado y comparten una proteína similar. Los análisis filogenéticos de las secuencias proteicas sugieren que los nanocompartimientos de encapsulina se originaron a partir de las cápsides de los caudovirus.
Se han identificado varios tipos diferentes de proteínas que se cargan en nanocompartimientos de encapsulina. Las peroxidasas o proteínas similares a las ferritinas son los dos tipos más comunes de proteínas de carga. Si bien la mayoría de los nanocompartimientos de encapsulina contienen solo un tipo de proteína de carga, en algunas especies se cargan dos o tres tipos de proteínas de carga.
Las encapsulinas purificadas de la bacteria Rhodococcus jostii se pueden ensamblar y desmontar con cambios de pH. En estado ensamblado, el compartimento mejora la actividad de su carga, una enzima peroxidasa.

## Importancia en bioingeniería
Recientemente, los nanocompartimientos de encapsulina han comenzado a recibir un interés considerable por parte de los bioingenieros debido a su potencial para permitir la administración dirigida de fármacos, proteínas y ARNm a células específicas de interés.